# ジーグ (企業)
ジーグ合同会社（英: ZEEG LLC.）は、日本のパチスロ・パチンコメーカー。サミー株式会社と株式会社ユニバーサルエンターテインメントの持分法適用会社。

## 概要
サミーとユニバーサルエンターテインメントの両社のノウハウを活用し、パチスロ・パチンコの各部品のプラットフォーム化を視野に入れる事を目的に合弁会社として設立。今後は両社における部品の共通化を図り、設計などを統一したパチンコ・パチスロ機の生産を行う他、サミーとユニバーサルエンターテインメント以外の他社にも部品を供給するとしている。
2017年に、ジーグ生産による初のパチスロ機として、ユニバーサルエンターテインメント向けの2機種が発売された。

## 沿革
- 2016年
  - 3月22日 - 「株式会社ジーグ（英: ZEEG Co. Ltd.）」として設立。
  - 4月1日　- サミーとユニバーサルエンターテインメントとの間で、パチスロ・パチンコ機並びに関連部品に関する協業に合意。
- 2018年
  - 6月25日 - 本店所在地をサンシャイン60から西品川にある住友不動産大崎ガーデンタワーオフィス棟へ移転。
  - 8月 - 本社所在地を西品川にある住友不動産大崎ガーデンタワーオフィス棟へ移転[5]。
- 2024年4月1日 - 「ジーグ合同会社（英: ZEEG LLC.）」へ組織変更[6]。